# Oberhofen am Thunersee
Oberhofen am Thunersee är en ort och kommun i distriktet Thun i kantonen Bern, Schweiz. Kommunen har 2 492 invånare (2023). Oberhofen nämns första gången i 1133 som Obrenhoven. 

## Geografi
Oberhofen är belägen vid den norra delen av Thunsjön, ungefär 5 km ifrån staden Thun. Kommunen är 2,8 km². Av detta område används ungefär 20% inom jordbruket, medan ungefär 52% är skogsmark. Bara 28% av marken är bebyggd mark.

## Demografi
Oberhofen beboddes i slutet av 2009 av 2 317 personer. Av dessa var utgjordes 7,9% av utländska medborgare. Större delen av befolkningen (94,3%) talar tyska, med albanska som det näst vanligaste språket (1,1%). Franska var med 0,9% det tredje vanligaste språket. I valet 2007 fick SVP 33,6%, vilket gjorde det till det populäraste partiet. De följande tre mest populära partierna är FDP (21,2%), SPS (17,5%) och Miljöpartiet (14,8%). Arbetslösheten låg 2010 på 2,3%.
| År   | Befolkning |
| ---- | ---------- |
| 1850 | 731        |
| 1900 | 909        |
| 1950 | 1 486      |
| 2000 | 2 179      |
| 2018 | 2 413      |